# Gelasma commixta
Gelasma commixta là một loài bướm đêm trong họ Geometridae.